# Condado de Park (Wyoming)
O Condado de Park é um dos 23 condados do Estado americano do Wyoming. A sede do condado é Cody, que é também a sua maior cidade. O condado tem uma área de 18 050 km² (dos quais 67 km² estão cobertos por água), uma população de 25 786 habitantes, e uma densidade populacional de 1,43 hab/km² (segundo o censo nacional de 2000). O condado foi fundado em 1909 e recebeu o seu nome porque contém a maior parte do Parque Nacional de Yellowstone (53% da sua área está neste condado).

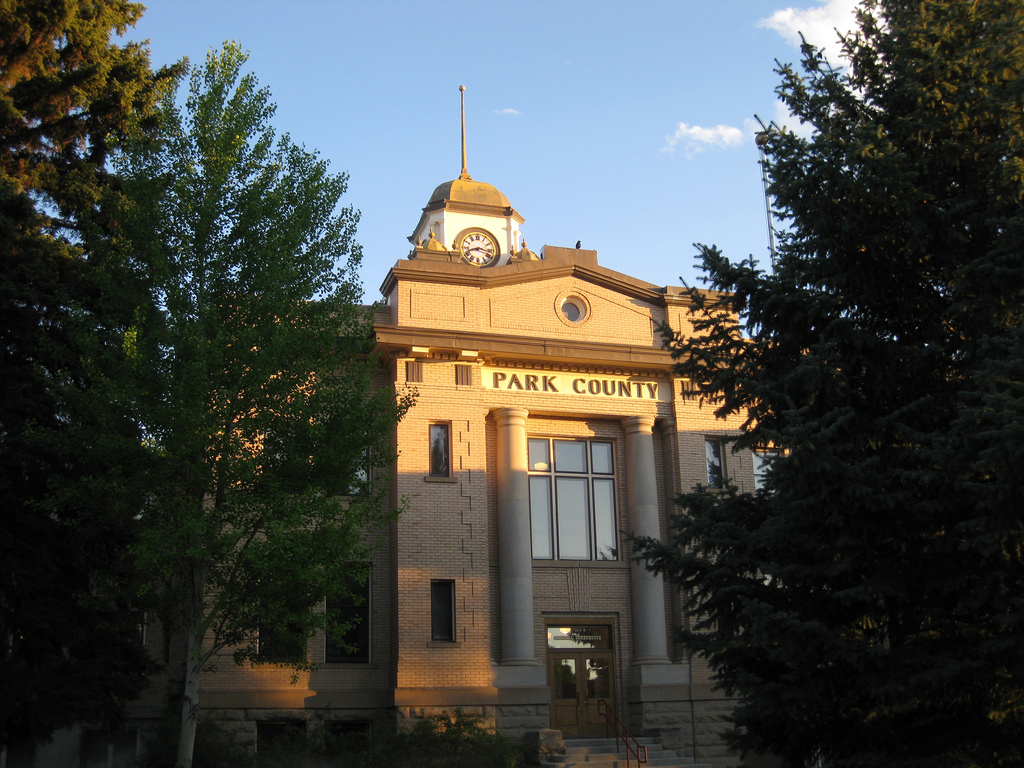
Tribunal do condado de Park, no Wyoming